# Isole Gilbert ed Ellice

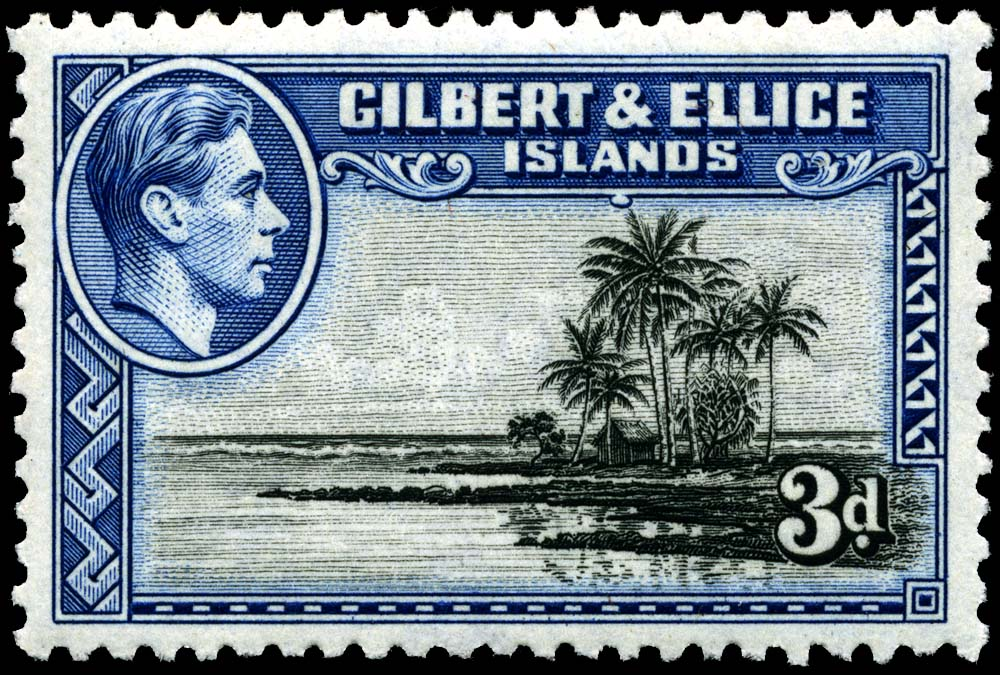
Francobollo di 3 pence del 1939.

Le isole Gilbert ed Ellice erano una colonia britannica del Pacifico che esistette tra il 12 gennaio 1916 ed il 1º gennaio 1976.
Le isole Ellice sono diventate una colonia a sé stante nell'ottobre 1975 e, poco dopo, il regno delle Tuvalu; le isole Gilbert sono diventate nel luglio 1979 la repubblica delle Kiribati. Questi due arcipelaghi erano stati riuniti in un solo protettorato dal 1892 ed erano parte dei territori britannici del Pacifico occidentale (BWPT) fino al 1972. La separazione della colonia sembra dovuta alle tensioni provocate dall'autonomia oramai vicina, tra due comunità che non parlavano la stessa lingua (vedi lingua gilbertese).
La battaglia di Tarawa nel 1943 ha opposto i Giapponesi e gli Americani ed alleati per la conquista di Betio (aeroporto e porto).
Sono conosciute grazie a Sir Arthur Grimble, commissario residente fino al 1933 (sulla radio BBC).
Soprannome: le Cenerentole dell'Impero, dovuto a Henry Evans Maude, alto commissario del dopoguerra.

## Geografia
Le Isole Gilbert (anche Isole Kingsmill) sono una catena di sedici atolli e isole coralline nel Pacifico occidentale che sono parte della regione della Micronesia in Oceania. Le Isole Gilbert costituiscono oggi la parte principale della Repubblica delle Kiribati ed il 90% della popolazione. Gli atolli delle isole Gilbert sono orientati pressappoco sull'asse nord-sud. In senso geografico, l'equatore viene utilizzato come linea di divisione tra le Isole Gilbert del nord e quelle del sud. Le Isole Tuvalu (Ellice) si trovano a sud delle Isole Gilbert. Le Isole Ellice comprendono nove atolli che si stagliano tra il 5º ed il 10º parallelo sud e tra il 176º ed il 180º meridiano ovest. Le Isole Ellice, che si trovano a metà strada tra le Hawaii e l'Australia, sono riconosciute come parte della regione della Polinesia, in Oceania.

## Storia

### Amministrazione del protettorato da parte deiTerritori britannici del Pacifico occidentale

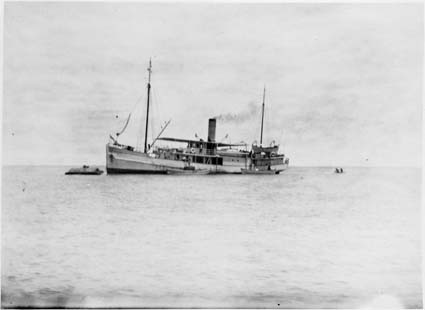
La SS Tokelau, la nave a vapore del governatore delle isole Gilbert ed Ellice (30 aprile 1909)

L'area venne genericamente indicata come protettorato britannico grazie al Pacific Islanders Protection Act nel 1872, detto Kidnapping Act e nuovamente nel 1877 con la creazione dei Territori del Pacifico occidentale, ma senza specificare le isole corrispondenti. Soltanto dopo un accordo con la Germania nel 1886 per delimitare le proprie sfere d'influenza e anche per evitare la presenza commerciale statunitense nelle isole Makin, il Regno Unito decide di porre le Gilbert ed Ellice nella sua sfera.
Le sedici isole delle Gilbert vennero dunque dichiarate protettorato britannico dal capitano E.H.M. Davis della nave HMS Royalist il 27 maggio 1892. Le isole Ellice vennero dichiarate protettorato britannico dal capitano Gibson della HMS Curacoa il 9 ottobre di quello stesso anno.
I Territori del Pacifico occidentale vennero amministrati da un alto commissario residente alle Figi poi a Honiara fino al 1972. Un commissario residente nella persona di Charles Swayne venne nominato per le isole Ellice nel 1892 e per le isole Gilbert nel 1893, che finì per stabilirsi nel 1895 a Betio il porto di Tarawa. Venne succeduto da W. Telfer Campbell nel 1896, e che rimase in carica sino al 1908. Telfer Campbell venne criticato per la sua gestione dell'amministrazione e della giustizia locali (tra cui l'imposizione del lavoro forzato agli abitanti delle isole) e pertanto venne aperta un'inchiesta condotta da Arthur Mahaffy, ufficiale coloniale alle isole Gilbert, che portò ad un rapporto completo nel 1909. Nel 1913 un corrispondente anonimo del giornale New Age descrisse la mala amministrazione di Telfer Campbell ed ai suoi interessi privati nello sfruttamento delle miniere di fosfato nell'oceano.
La sede del governo venne quindi spostata sull'isola di Oceano (attuale Banaba), che era stata inclusa nel protettorato nel 1900, per i migliori collegamenti marittimi con le altre isole e lo status delle isole venne mutato il 12 gennaio 1916 in quello di una vera e propria Colonia della corona britannica. Il ruolo delle autorità coloniali britanniche enfatizzò la fornitura di lavoro sulle isole grazie allo sfruttamento delle miniere di fosfato scoperte da Albert Fuller Ellis nel 1900.

### La colonia delle isole Gilbert ed Ellice

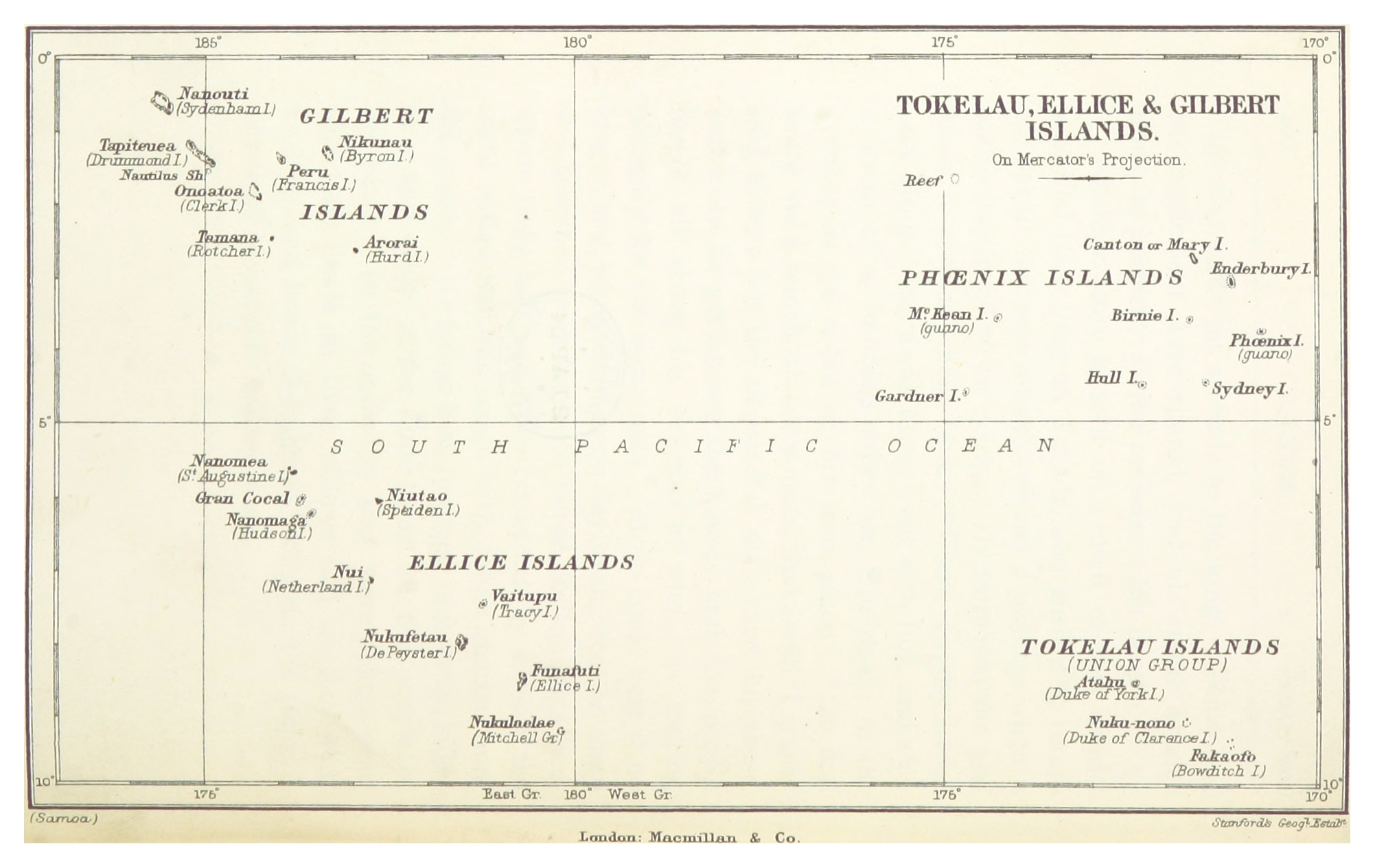
Mappa delle isole Gilbert meridionali, delle isole Ellice e delle Tokelau, 1884

Le isole divennero una Colonia della corona britannica il 12 gennaio 1916 con il cosiddetto "Gilbert and Ellice Islands Order in Council" del 1915.
L'Isola di Fanning e l'Isola di Washington vennero incluse anch'esse nella colonia assieme alle Isole dell'Unione (oggi note come Tokelau); l'Isola di Natale venne inclusa nel 1919, ma tale inclusione venne teoricamente contestata dagli Stati Uniti sul principio del Guano Islands Act del 1856. Le Isole dell'Unione vennero trasferite alla Nuova Zelanda nel 1925 (de jure solo nel 1948).
La colonia delle isole Gilbert ed Ellice Islands continuò ad essere amministrata da un commissario residente ad Ocean Island. Nel 1930 il commissario residente, Arthur Grimble, emise la legge Regulations for the good Order and Cleanliness of the Gilbert and Ellice Islands che rimpiazzò la legislazione precedentemente in vigore sulle isole. Le Isole della Fenice vennero aggiunte alla colonia nel 1937 col intento di colonizzarle per la mancanza di spazio nelle isole Gilbert.
Banaba (Isola Ocean) rimase comunque il quartier generale della colonia sino all'evacuazione dei britannici nel 1942 nel corso della Guerra del Pacifico quando l'Isola Ocean e le Isole Gilbert vennero occupate dai giapponesi. Le forze statunitensi sbarcarono a Funafuti il 2 ottobre 1942 e su Nanumea e Nukufetau nell'agosto del 1943 e costruirono in loco delle basi aeree di appoggio. Gli atolli delle Ellice e quelli delle Sporadi fornirono un posto di appoggio durante la Battaglia di Tarawa e durante la Battaglia di Makin che ebbero inizio il 20 novembre 1943. Il colonnello Fox-Strangways, fu commissario residente delle isole Gilbert ed Ellice nel 1941, con sede a Funafuti.
Dopo la seconda guerra mondiale, il quartier generale della colonia venne riportato a Tarawa, dapprima sull'isoletta di Betio e poi su quella vicina di Bairiki. · 
Con il Tokelau Act del 1948, la sovranità legale su Tokelau venne trasferita alla Nuova Zelanda. Le cinque isole delle Sporadi Equatoriali vennero aggiunte alla colonia nel 1972.
Nel 1974, le differenze etniche interne alla colonia furono la causa di una richiesta di separazione che ebbe appunto luogo l'anno successivo, portando le isole Ellice (Tuvalu) a separarsi dalla colonia britannica.

### Transizione all'autodeterminazione
Nel dicembre 1945, tutta la popolazione residente di Ocean Island è trasferita su Rabi (Figi). Nel 1946, Tarawa, nelle isole Gilbert, divenne la capitale amministrativa, rimpiazzando Ocean Island e Betio distrutte dalla guerra. Venne fondata in quest'epoca la King George V Secondary School per ragazzi e la Elaine Bernacchi Secondary School per ragazze.
A Marakei nel 1956 venne organizzata una conferenza coloniale coi rappresentanti e gli ufficiali coloniali delle isole Gilbert ed Ellice, e queste si tennero regolarmente, ogni due anni, sino al 1962. Lo sviluppo dell'amministrazione continuò con la creazione nel 1963 di un consiglio apposito, l'Advisory Council, composto da cinque ufficiali e 12 rappresentanti nominati dal commissario residente. Nel 1964 venne istituito un consiglio esecutivo con otto ufficiali e otto rappresentanti eletti.
Una costituzione apposita venne introdotta nel 1967, che creò una Camera dei Deputati per le isole Gilbert ed Ellice che comprendeva sette ufficiali e 23 membri eletti tra i locali. Tuvalu elesse quattro membri in questa camera dei deputati. La costituzione del 1967 introdusse anche un consiglio di governo. La camera dei deputati aveva solo valore consultivo, mentre le leggi venivano poi controfirmate dal consiglio di governo.
Successivamente si creò una commissione per considerare la possibilità di concedere maggiori poteri alla camera dei deputati locali. Nel 1971 venne introdotta una nuova costituzione che consentì una più equa ripartizione delle rappresentanze nelle isole, con un deputato per ogni isola (ad eccezione di Niulakita). Ad ogni modo anche questo non frenò i movimenti indipendentisti delle Tuvalu che già avevano preso piede.
Il censimento del 1968, dà una popolazione di 53.517 residenti, 44.206 nelle isole Gilbert, 5.782 nelle isole Ellice, 2.192 a Ocean Island e 1.180 nelle Sporadi Equatoriali. Di questi, 7.465 erano dichiarati Polinesiani (originari delle Tuvalu) e 1.155 "Altri" (Europei e Mongoloidi, secondo le tavole del censimento).
L'associazione Tungaru è creata da Reuben Uatioa per "promuovere la cultura gilbertese e gli interessi nazionali" e nel 1965, appare il Gilbertese National Party, primo partito politico della colonia, con lo stesso leader; protestando per la preferenza delle autorità coloniali verso gli abitanti Polinesiani che costituivano il maggior numero dei funzionari. Una nuova costituzione è adottata nel 1967, che crea una Camera dei Rappresentanti (House of Representatives) della colonia, con 7 ufficiali nominati et 23 deputati eletti (le Ellice eleggono 4 deputati su 23). è installato un Governing Council.
Sotto la pressione degli abitanti delle future Tuvalu, che si stimavano sottorappresentati, una nuova costituzione è varata nel 1971, portando il loro numero di deputati a 8, uno per ogni atollo abitato. Ma questa decisione non placa la volontà di essere separati. Nel 1974, un Governo ministeriale è creato, dopo un ulteriore cambio di costituzione.

### Scioglimento della colonia

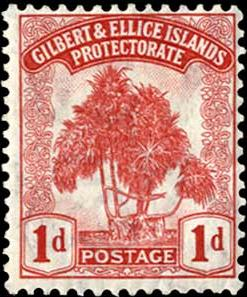
Francobollo del 1911 per le isole Gilbert ed Ellice

Un referendum tenutosi nel 1974 votò per concedere alle isole Ellice una propria amministrazione separata. Come conseguenza, fu altresì necessario dividere le due amministrazioni precedentemente aggregate. Il Consiglio Privato inglese riconobbe inoltre nel 1975 la separazione delle isole Tuvalu, con governo proprio. Malgrado il fatto che gli inglesi avessero precisato che, in caso di secessione, gli abitanti locali non avrebbero più beneficiato delle estrazioni di fosfato di Ocean Island (Banaba) che si stavano esaurendo, 3799 persone (92%) votarono per la separazione, mentre 293 votarono contro. Il 1º ottobre 1975 avvenne la separazione legale delle isole Gilbert (attuali Kiribati). Il 1º gennaio 1976, l'amministrazione della nuova colonia venne trasferita da Tarawa a Funafuti. Tuvalu divenne una monarchia costituzionale indipendente e 38º membro del Commonwealth dal 1º ottobre 1978.
Le isole Gilbert ottennero l'indipendenza il 12 luglio 1979 col nome di Kiribati con governo repubblicano e come membri del Commonwealth.